# 六鰓海牛
六鰓海牛（學名：Hexabranchus sanguineus），又名血紅六鰓海麒麟，是六鰓海牛屬旗下兩個物種的其中一種，也是該屬的模式種。其鮮明的血紅色外表使人聯想起弗拉明戈舞者的鮮豔衣著，所以本物種有着“西班牙舞者”的外號。